# Lycée Victor-Duruy (Paris)
Pour les articles homonymes, voir Lycée Victor-Duruy (homonymie).
Le lycée Victor-Duruy (nommé en l'honneur de Victor Duruy) à Paris est un lycée public du 7e arrondissement. Il comprend également un collège. Cet établissement public a été créé sous le Second Empire. Il accueille principalement les élèves des 7e, 15e et 6e arrondissements.

## Situation
Le collège et lycée Victor-Duruy se situe au 33, boulevard des Invalides, dans le 7e arrondissement.
Ce site est desservi par la station de métro Saint-François-Xavier.

## Histoire

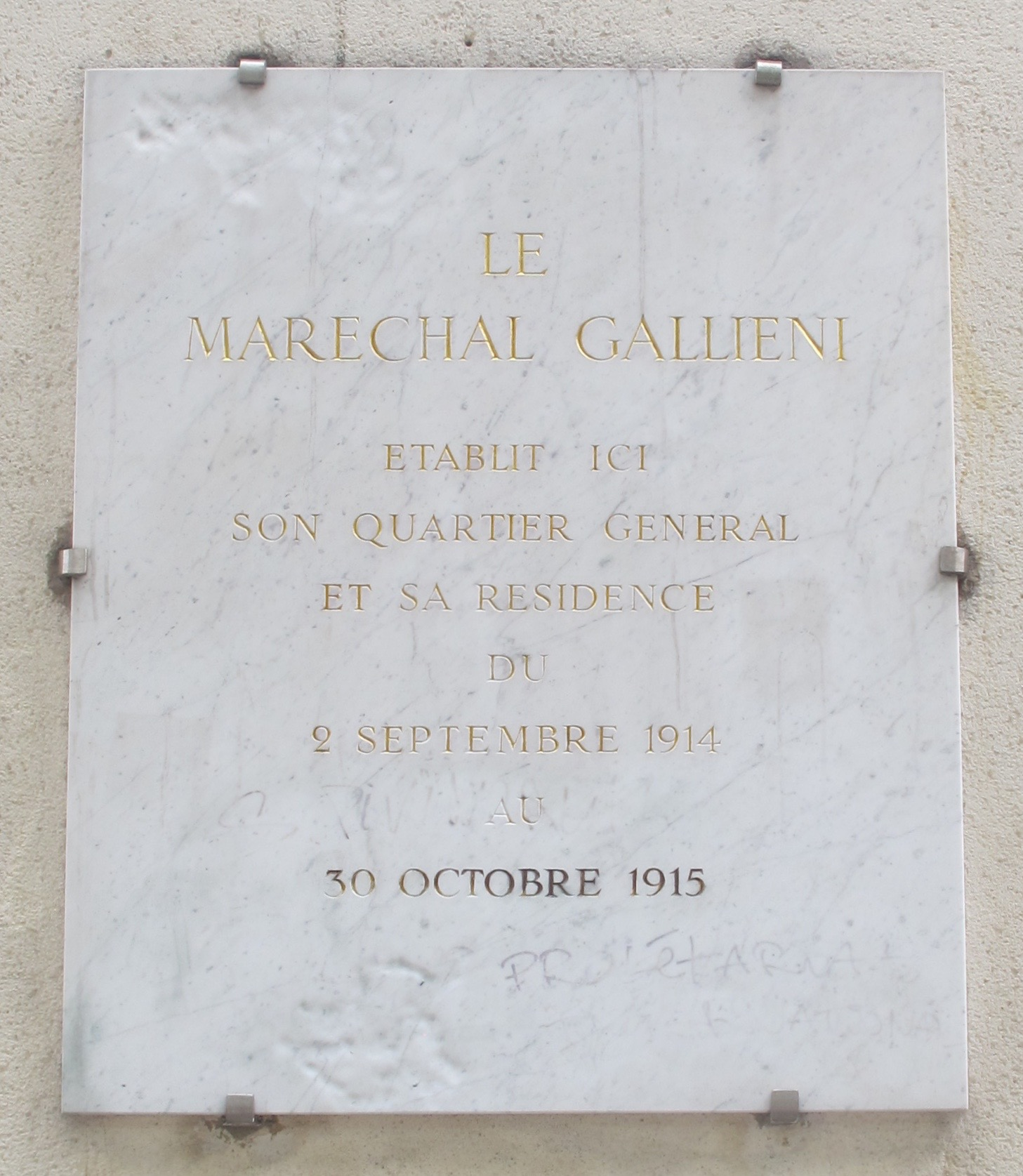
Plaque mentionnant que Joseph Gallieni fit du lycée son quartier général pendant la Première Guerre mondiale.

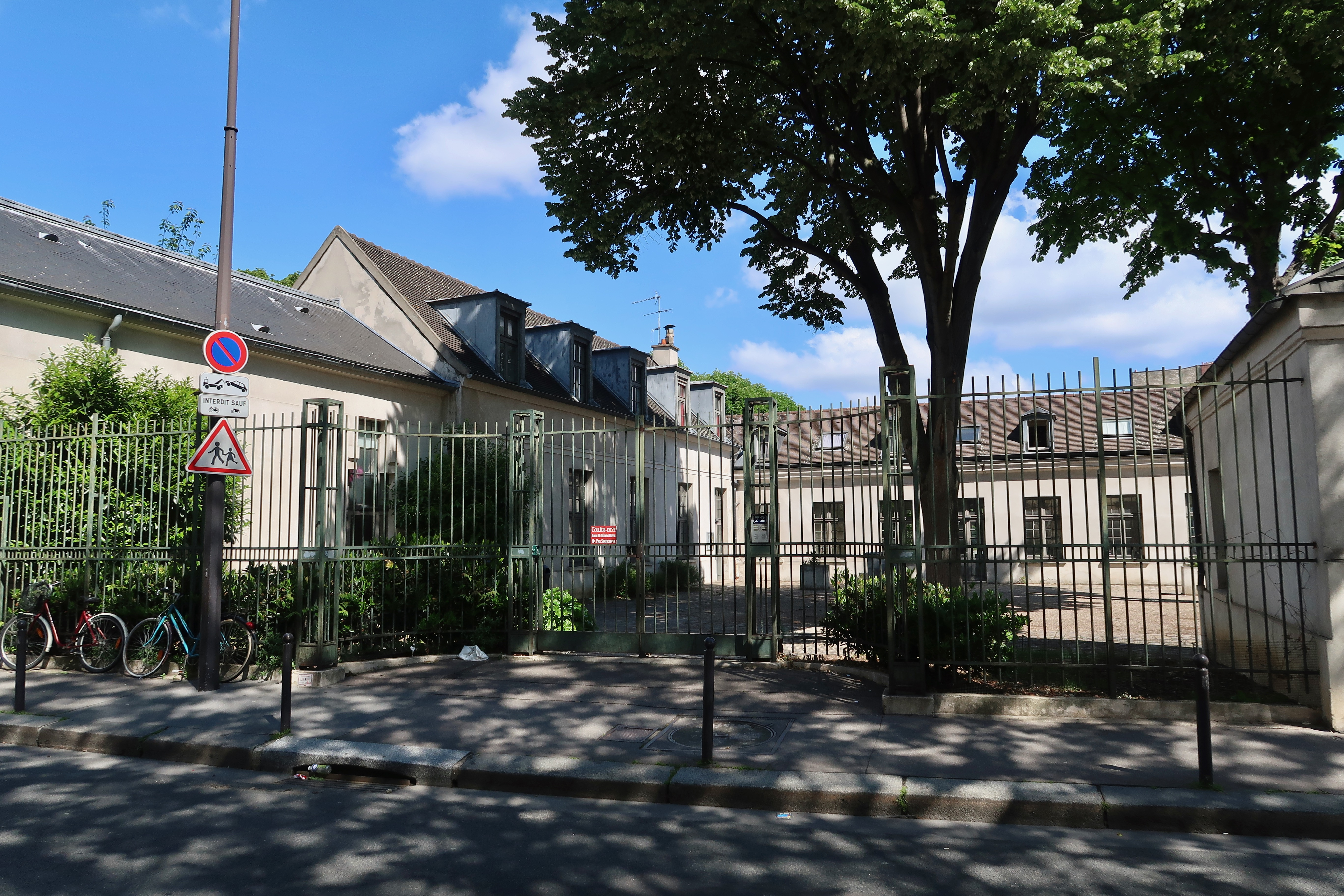
Ancienne entrée du collège, 72, rue de Babylone, réservée aujourd'hui aux évacuations d'urgence.

Le site du lycée fait à l'origine partie du domaine d'un hôtel particulier du faubourg Saint-Germain construit entre 1728 et 1731, l'hôtel Peyrenc de Moras, plus tard renommé hôtel de Biron. Au niveau de l'actuel lycée se trouve alors un potager.
En 1820, la Société du Sacré-Cœur de Jésus, congrégation religieuse fondée par Madeleine-Sophie Barat, prend possession de l'hôtel particulier et le transforme en une « maison d'éducation » pour les jeunes filles de l'aristocratie de la haute bourgeoisie. Entre 1830 et 1835, une ferme est construite le long de la rue de Babylone.
Un nouveau bâtiment (un couvent) et deux chapelles sont érigés sur le site de l'ancien potager entre 1855 et 1860. Les élèves de la maison d'éducation ont cours dans le nouvel édifice à partir de 1860, alors qu'une « École des pauvres », gratuite, destinée aux enfants du quartier, est ouverte dans la ferme donnant sur la rue de Babylone.
La loi du 7 juillet 1904 supprimant les congrégations enseignantes, la maison d'éducation est fermée et le couvent évacué.
Des artistes s'y installent, avant que l'État n'acquière la propriété en 1911. Au nord de l'ancien domaine, dans l'hôtel de Biron, le sculpteur Auguste Rodin peut toutefois continuer d'habiter. C'est l'actuel siège du musée Rodin, créé en 1919.
Sur la partie sud, l'ancien couvent des années 1855-1860 devint, le 8 octobre 1912, le sixième lycée de jeunes filles de Paris. Il est doté d'un internat. Alors que la plupart des nouveaux lycées de garçons sont construits ex nihilo, donnant naissance à des bâtiments au style monumental, les lycée de jeunes filles, comme le lycée Victor-Duruy, réinvestissent en effet souvent d'anciens édifices.
Les bâtiments accueillent jusqu'en 1954 des classes élémentaires, primaires et secondaires, un jardin d'enfants et des classes enfantines mixtes dans les locaux de « la Ferme », des classes secondaires dans le bâtiment principal.
Durant la Première Guerre mondiale, entre le 2 septembre 1914 et le 30 octobre 1915, les bâtiments abritent le quartier général du gouverneur militaire de Paris Joseph Gallieni. Une plaque commémorative lui rend hommage. Une autre plaque rappelle le souvenir de Sosthène Mortenol (1859-1930), « polytechnicien, fils d'esclave libéré », qui organisa en 1915 « la première défense antiaérienne de Paris » au sein de l'établissement.
En 1960, les classes enfantines mixtes sont supprimées. L'augmentation du nombre d'élèves et d'enseignements entraîne des aménagements, notamment des adjonctions ceinturant le parc de bâtiments. En 1970, le lycée de filles devient mixte.
À la fin des années 1980, l'ensemble des bâtiments du lycée sont rénovés. Le chantier est achevé en 1996, date à laquelle a lieu un concert de Lenny Kravitz dans l'enceinte de l'établissement, à la suite d'un concours organisé par la radio NRJ et remporté par l'une des élèves du lycée.
Le lycée Victor Duruy est situé au milieu d'un parc de plus d'un hectare incluant les cours, les cheminements et 6 500 m² jardinés. Cet espace vert se trouve dans le même axe que celui de l'hôtel de Biron, qui abrite le musée Rodin. Le parc du lycée Victor-Duruy compte deux labels : le label Arbre remarquable de France attribué en 2017 par l'association A.R.B.R.E.S. pour un grand arbre de Judée et un catalpa couché, et le label Petit patrimoine naturel francilien, décerné par la région Île-de-France en 2023, pour la diversité de la flore et de la faune, et pour la gestion écologique.
De 2003 à 2016, le lycée est au cœur du documentaire Les bonnes conditions réalisé par Julie Gavras, qui a suivi plusieurs de ses élèves.

## Initiatives pédagogiques et technologiques

### Années 1970
En 1975, dans un objectif novateur d'initiation à l'informatique pour élèves et enseignants intéressés, le lycée Victor-Duruy, à Paris, a fait partie de l'opération ministérielle dite « Expérience des 58 lycées » : utilisation de logiciels, enseignement du langage de programmation LSE et conception de programmes en club informatique de lycée,, pour 58 établissements de l’enseignement secondaire. À cet effet, dans une première phase, quelques professeurs du lycée, enseignants de diverses disciplines, furent préalablement formés de manière lourde à la programmation informatique. L'établissement fut alors doté, dans une seconde phase, d'un ensemble informatique en temps partagé comprenant : un mini-ordinateur français Télémécanique T1600 avec disque dur, un lecteur de disquettes 8 pouces, plusieurs terminaux écrans claviers Sintra TTE, un téléimprimeur Teletype ASR-33 (en) et le langage LSE implémenté ; tous ces moyens ayant permis de mettre en œuvre cette démarche expérimentale sur le terrain, avec du matériel informatique ultra-moderne pour l'époque.

## Structure pédagogique

### Collège
Le collège compte 4 divisions par niveau, une section ULIS et une section UPE2A. Une section bilangue permet aux élèves d'étudier l'allemand et l'anglais dès la classe de 6e. Le latin est introduit en classe de 5e.

### Lycée
Au lycée, on compte onze classe de seconde, dix premières et dix terminales. Si de très nombreux élèves choisissent l'enseignement de spécialité mathématique en cycle terminale (88 %), les enseignements artistiques (spécialité Histoires des Arts, options danse ou arts plastiques, atelier théâtre) et l'enseignement des langues anciennes n'en restent pas moins très prisés.

### Classement du lycée
Le lycée se classe 13e sur 112 au niveau départemental en matière de la qualité d'enseignement, et 55e sur 2277 au niveau national. Le classement s'établit sur trois critères : le taux de réussite au bac, la proportion d'élèves de première qui obtient le baccalauréat en ayant fait les deux dernières années de leur scolarité dans l'établissement, et la valeur ajoutée (calculée à partir de l'origine sociale des élèves, de leur âge et de leurs résultats au diplôme national du brevet).
Lors de la session 2024 du baccalauréat, le taux de réussite des élèves de l'établissement est de 99,35 %. 83,4 % des bacheliers obtiennent une mention.

### Classes préparatoires
Il y a deux classes hypokhâgnes et une seule khâgne. Les spécialités de la deuxième année offertes sont l'anglais, l'histoire, et les lettres modernes.
En 2015, L'Étudiant donnait le classement suivant pour les concours de 2019 :
| Filière | Élèves admis dans une grande école* | Taux d'admission* | Taux moyen sur 5 ans | Classement national |  |
| --- | ----------------------------------- | ----------------- | -------------------- | ------------------- |  |
| Khâgne LSH | 14/48                               | 28 %              | 23 %                 | 10/78               |  |
| Source : Classement 2015 des prépas - L'Étudiant (Concours de 2014). * le taux d'admission dépend des grandes écoles retenues par l'étude. En khâgne, ce sont 5 écoles de commerce (HEC, ESSEC, ESCP Europe, EM Lyon, EDHEC), l'ENSAE, l'ENC et 3 ENS qui ont été retenus par L'Étudiant. |                                     |                   |                      |                     |  |

## Administration

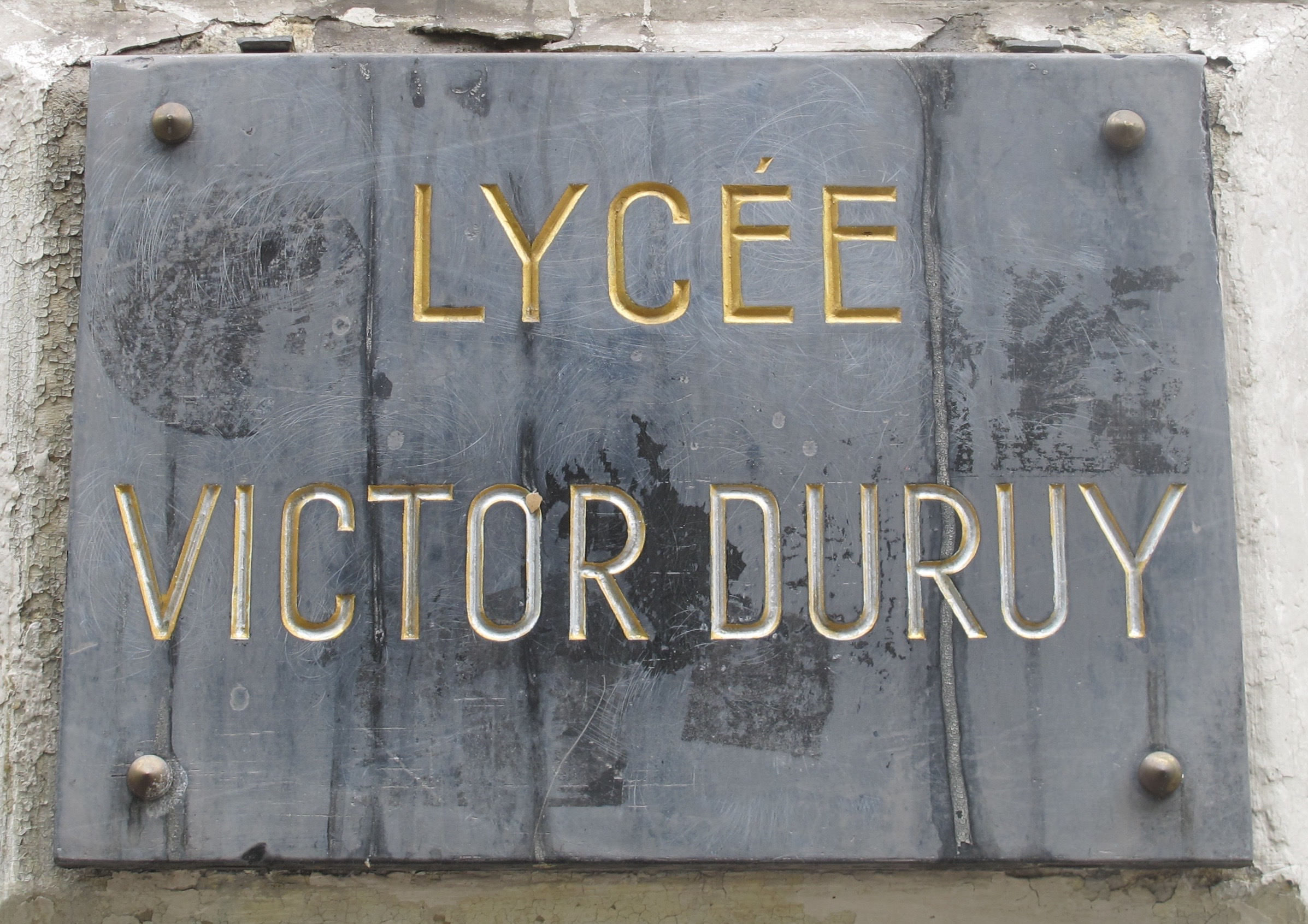

### Liste des proviseurs
- 1983-1988 : Robert Monboisse
- 1991-2002 : Claude Chanut
- 2002-2012 : Jacques Frizon
- 2012-2023 : Philippe Tournier[15]
- depuis 2023 : Christophe Laborde

### Association des anciens élèves
Il existe une Association des anciens élèves du lycée Victor Duruy, dont le siège est dans l'établissement.

## Personnalités liées au lycée

### Élèves
Par ordre alphabétique :

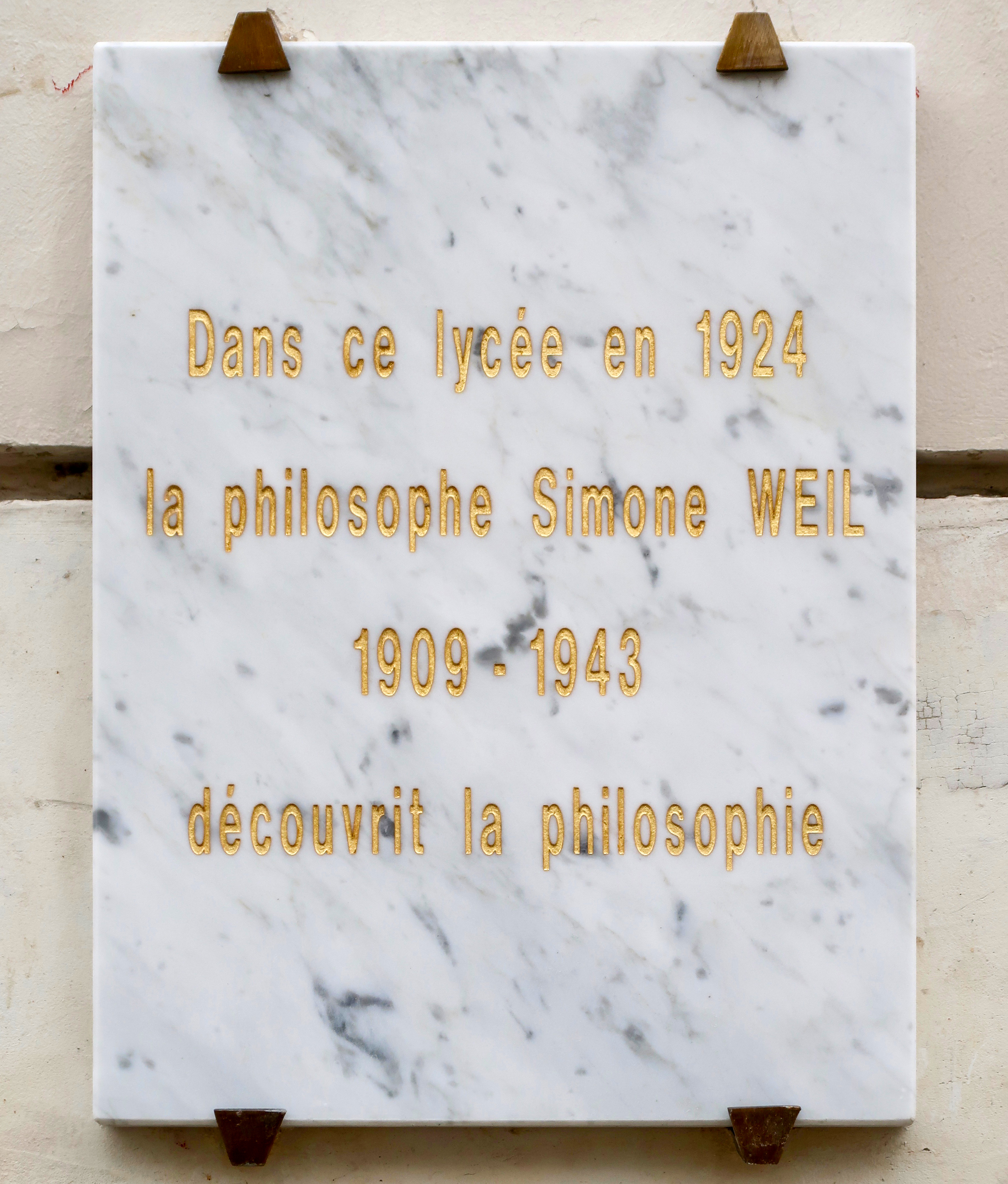
Plaque sur la façade du lycée, rendant hommage à la philosophe Simone Weil.

- Anémone (1950-), comédienne, de son vrai nom Anne Bourguignon ;
- Jacqueline Bertin-Lequien, Miss France 1933 ;
- Hellyette Bess, militante anarchiste et membre d'Action directe ;
- Solange Bied-Charreton, écrivaine ;
- Dominique Bona, écrivaine[16] ;
- Hamou Bouakkaz, homme politique, ancien adjoint au maire de Paris ;
- Françoise Bourdin, écrivaine ;
- Jeanne Bourin, écrivaine ;
- Sophie Boegner, directrice de société née en 1952. Membre de la famille de Wendel et ancienne administratrice de la holding familiale à l'origine de l'affaire Wendel.
- Frédérique Bredin (1956-), femme politique ;
- Isabelle Carré (1971-), actrice ;
- Maria Casarès (1922-1996), comédienne ;
- Julien Cazarre (1974-), humoriste et chroniqueur[17]
- Caroline Codsi, présidente fondatrice de l'organisme sans but lucratif La Gouvernance au Féminin ;
- Philippe Collas, écrivain ;
- Oscar Coop-Phane, écrivain ;
- Jean-François Copé[18], homme politique français né en 1964 ;
- Lou Doillon (1982-), actrice et mannequin française ;
- Laure Duthilleul (1959-), actrice française ;
- John Elkann, vice-président de Fiat, né en 1976[19] ;
- Gabriel Farhi (1968-), rabbin français ;
- Olivia Fox Cabane, oratrice américaine ;
- Marcelle Henry, résistante, compagnon de la Libération ;
- Jacqueline Janet, Miss France 1937 ;
- Alexis Kauffmann, professeur et fondateur de Framasoft ;
- Frédéric Lemoine, homme d’affaires français, ancien président de Wendel, ancien secrétaire général adjoint de l’Elysée ;
- Sabine Lenoël, actrice française ;
- Claude B. Levenson, journaliste et écrivaine ;
- Vincent Lindon, acteur français ;
- Rosine Luguet (1921-1981), actrice française ;
- Atara Marmor (1943-2003), historienne française ;
- Juliette Méadel, avocate, haute fonctionnaire et femme politique française ;
- Silvia Monfort, née Simone Fabre-Bertin (1923-1991), comédienne ;
- Aline Raynal-Roques, botaniste française ;
- Roudoudou, musicien de trip-hop et réalisateur de courts-métrages ;
- Jean-Philippe Rykiel, musicien français ;
- Laura Smet (1983-), actrice ;
- Sébastien Thoen (1977-), humoriste et chroniqueur[17]
- Silvain Vanot, chanteur français, né en 1963 ;
- Cécile Wajsbrot, écrivaine ;
- Laurent Wauquiez[20], homme politique français ;
- Simone Weil, philosophe.

## Liens